# Везирзаде, Аслан Зейналабдин оглы
Аслан Зейналабдин оглы Везирзаде (азерб. Aslan Zeynalabdin oğlu Vəzirzadə) — азербайджанский минералог и кристаллограф, профессор, Заслуженный деятель науки Азербайджанской ССР.

## Биография
Аслан бек Везиров родился 6 января 1898 года в Баку. Его мать Дурниса ханум происходила из карягинской ветви Везировых. Отец Аслана — Зейналабдин-бек принадлежал к шушинской ветви Везировых и приходился дядей Сулейману Везирову, выдающемуся нефтянику и государственному деятелю Азербайджана.
Окончив Бакинское реальное училище с золотой медалью, Везиров в 1915 году поступил в Петербургский горно-промысловый институт. В годы учёбы в университете Везиров активно участвовал в студенческих революционных кружках и выступлениях. После Октябрьской революции, свержения царя и начавшейся смутой, Везиров вернулся в Баку. Здесь он снова включается в политическое движение, становится членом партии «Гуммет».
28 мая 1918 года была провозглашена независимость Азербайджанской Демократической Республики. Летом 1919 года министерство просвещения республики внесло в парламент законопроект об отправке в Европу 100 студентов для получения высшего образования. 1 сентября 1919 года парламент республики постановил «в государственного казначейства в распоряжение министра народного просвещения 7 миллионов рублей на отправку в 1919/20 уч. году ста абитуриентов и студентов в заграничные высшие учебные заведения».
В январе 1920 года группа абитуриентов отправилась из Баку в Батуми, а оттуда пароходом в Рим. Среди отобранных был и Аслан-бек Везиров. В Батуми Везиров, который с ранних лет был заядлым коллекционером — филателистом и нумизматом, закупил несколько листов местных марок. Ко времени прибытия Везирова в Рим, почтовые марки, приобретённые им в Батуми перестали действовать в связи с политической ситуацией на Кавказе, и таким образом, стали филателистической редкостью. В Риме Аслан Везиров серьёзно заболел и не мог выехать из города. Деньги на проживание и лечение Везиров имел, продавая резко возросшие в цене марки, которые у него были.
После выздоровления Аслан прибыл в Париж и приступил к занятиям на математическо-химическом факультете Парижского университета, после чего продолжил обучение на геологическом факультете Университета Нанси (согласно иному источнику, он окончил парижский Горный институт). Вскоре начались трудности. С падением правительства Азербайджанской Демократической Республики в результате ввода в страну XI Красной Армии, финансирование студентов прекратилось, и им предложили возвратиться на родину или же продержаться своими силами. Аслан-бек Везиров стал совмещать учёбу со случайными работами, в каникулы же спускался работать в угольные шахты.
В 1925 году Аслан Везир-заде вернулся в Баку. Наряду с работой в геолого-разведочной конторе «Азнефти», он стал преподавать в Азербайджанском политехническом институте, созданном при советской власти 14 ноября 1920 года на базе Бакинского технического училища (ныне — Азербайджанская государственная нефтяная академия). В этом институте Везирзаде проработал всю свою последующую жизнь — более полувека. Он удостоился звания профессора, был заведующим кафедрой кристаллографии, минералогии и петрографии. Воспитал плеяду выдающихся геологов — высококвалифицированных специалистов, докторов наук, академиков. Был награждён орденами и медалями СССР.
Скончался Аслан Везирзаде 1 апреля[уточнить] 1984 года.